# بات ليندساي
بات ليندساي (بالإنجليزية: Pat Lindsey)‏ هو لاعب غولف أمريكي، ولد في 17 مايو 1952 في توليدو في الولايات المتحدة.

## وصلات خارجية
- بات ليندساي على موقع رابطة لاعبي الغولف المحترفين (الإنجليزية)